# داني سانتانا
داني سانتانا هو لاعب كرة قاعدة دومينيكاني، ولد في 7 نوفمبر 1990 في مونتي بلاتا في جمهورية الدومينيكان.

## وصلات خارجية
- داني سانتانا على موقع دوري كرة القاعدة الرئيسي (الإنجليزية)
- داني سانتانا على موقعبيزبول رفرنس.كوم (الدوري الرئيسي) (الإنجليزية)
- داني سانتانا على موقعبيزبول رفرنس.كوم (الدوري الثانوي) (الإنجليزية)
- داني سانتانا على موقع إي إس بي إن.كوم (أم.أل.بي) (الإنجليزية)
- داني سانتانا على موقع مشجعي الرسوم البيانية (الإنجليزية)